# تشوهات المباني
تشوهات المباني بسبب العوامل المناخية (Building Defects Caused by Natural Elements) تشير إلى المشاكل والامراض التي تؤدي لحدوث تشوهات وعيوب في المباني، ناجمة عن أسباب مناخية وعوامل بيئية طبيعية. فهم أسبابها ومسبباتها والخلل الناتج عنها هي طريقة لأتخاذ التدابير الوقائية لتلافي حدوثها، ومحاولة قياسها وإذا ممكن معلاجته. بعض المشاكل التي تعاني منها الابنية والتي نتجت عن عوامل مناخية وأثرها على ما يلي:
- العمر الافتراضي للمبنى.
- خسائر بشرية ومالية
- تلوث بصري.
- صحة القاطنين.

## مقدمة
المباني كأي شيء على الأرض، تتعرض لمراحل النمو والحياة من النشوء إلى الارتقاء، ثم الهرم فالقدم فالزوال ثم تدور عجلة الحياة من جديد وهكذا.
العناصر البيئية التي يمكن ان تؤثر سلبياً على البناء:- الإشعاع الشمسي؛ المطر؛ التلوث الجوي، الكائنات الحية والرطوبة. مثلاً تأثير الإشعاع فوق البنفسجي هو معلوم للجميع، غمليات التدفئة والتبريد تُسبب تمدد وانكماش في لمواد المبنى وبالتالي تصدعات في عناصر البناء).

## دراسات سابقة
نظرا لقلة الدراسات والابحاث التي تناولت هذا الموضوع باللغة العربية، تم الاعتماد بشكل رئيسي على المصادر والمراجع الاجنبية.
Thermal and moisture protection manual, Christine Beall	 
تناول هذا الكتاب في الفصل الأول موضوع الرطوبة والحرارة كعوامل بيئية أساسية لحدوث خلل في المباني، وتأثيرها على ديمومة المواد والمشاكل التي تتعرض لها من تمدد وانكماش وانجماد وظهور العفن والفطريات على اسطحها، وتعرضها للصدأ والتملح. اما في الفصلين الرابع والخامس تحدث عن الرطوبة بشكل مفصل والأسباب المؤدية لحدوثها وعن طرق تسرب المياه إلى داخل البناء وحدوث التكاثف على الاسطح الداخلية، وكيفية الحد منها ومعالجتها.
Building failures diagnosis and avoidance, W.H.Ransom.
هنا تم توضيح الأسباب والعوامل البيئية المؤدية لحدوث تشوهات في المباني، من رطوبة وحرارة وهواء ملوث والمواد العضوية في البيئة المحيطة. ومن ثم ذكر المشاكل التي تعاني منها معظم المواد المستخدمة في البناء كالحجر والخرسانة والزجاج والخشب والطوب ومواد الطلاء.
Building pathology, David Watt.
الكاتب تطرق إلى المشاكل والعيوب التي تعاني منها الابنية بشكل عام واوضح الفرق بين المصطلحات كعيب وتلف وانهيار المبنى، ثم تحدث عن الأسباب العامة الناجمة عن اخطاء بشرية مؤدية لحدوث تلف في المباني، وبشكل خاص إلى العوامل المناخية كالحرارة والرطوبة.
Environmental deterioration of material, A.Moncmanova.
اما في هذا الكتاب فتناول العوامل البيئية وتأثيرها على تدهور وتلف مواد البناء من ثلاثة جوانب: عومل مناخية كالحرارة والرطوبة والإشعاع الشمسي والرياح، وعوامل بيئية فيزيائية كالمياة والتربة والهواء، وعوامل بيئية عضوية كتأثير العفن والفطريات.
The technology of building defects, john Hinks.
تحدث هذا الكتاب عن الأسباب التي ينجم عنها خلل في عناصر البناء سواء كانت ناجمة عن أسباب تصميمية وتنفيذية وانشائية أو الناجمة عن عوامل البيئة الطبيعية.
Control of external environment, Bill Lim.
تطرق هنا لمواضيع التحكم والسيطرة على عناصر البئية الخارجية وأهمية التحكم فيها لتقليل الاثر السلبي الناجم عنها على جسم البناء.
Defects and deterioration in buildings, Barry A. Richardson.
بعد الاطلاع على المصادر والمراجع السابقة يعد هذا الكتاب من اشمل الكتب التي تناولت باسهاب وتفصيل موضوع البحث، فقد اوضح الكاتب بداية الفرق بين تدور وعيوب الابنية، ثم تطرق إلى المشاكل التي تعاني منها الابنية وصنفها إلى مشاكل انشائية ومشاكل حرارية ومشاكل ناجمة عن الرطوبة. ثم تناول كل مادة من مواد البناء وبين المشاكل والعيوب التي قد تظهر فيها كالحجر والخشب والزجاج، وكذلك على عناصر البناء بشكل منفرد كالجدران والاسقف والأرضيات. ومن ثم بين الاثر السلبي لهذه المشاكل على صحة الإنسان.

## مصطلحات
- عيوب: خطأ، نقص أو إهمال من قِبل المصمم أَو المقاول (ويعد ذلك إخلالا بالعقد)
- تدهور: عملية طبيعية قَدْ تكون مستحيلة التجنب أحيانا، بالرغم من العناية في التصميم واختيار المواد.

ان نقص الصيانة الدورية للمبنى يعد أحد مسببات تشوهات وعيوب المباني، وهذا عادة هو مسؤولية المالك أو المستعمل ولا مسؤولية تعود على المقاول أو المنفذ.

## خصائص الأداء للمبنى
خصائص الأداء للمبنى والتي من الضروري بحثها هي:
- إمكانيات الهيكل الخدمية Structural Serviceability.
- المتانة وقدرة التحمل (Durability).
- أمن وسلامة الحريق (fire safety).
- إمكانيات التكيف (Habitability).
- إمكانيات التطابق والتوافق (Compatibility).

ان إمكانيات التكيف والتعايش مع البيئة المحيطة بفاعلية تزيد من خصائص الأداء للمبنى وبالتالي تعمل بشكل جيد على مقاومة حدوث التشوهات والعيوب في عناصر البناء. يعتبر عنصر التعايش/ التكيف للمباني من العوامل المؤثرة في ايجاد بيئة معيشية جيدة من خلال عده عوامل منها:
- فعالية الأداء الحراري (التمدد، التوصيل والمقاومة، الصدمة) (Thermal Expansion, Transmittance, Shock)
- السماح للرطوبة والماء بالنفاذ والترشيح (امتصاص الماء، نفاذية الرطوبة، التمدد بالرطوبة والانكماش بالجفاف) ((Water Absorption, Permeability, Expansion, Shrinkage
- توفير الصحة والنظافة، توفير الراحة والسلامة (نفث السموم، انتشار الحشرات، الانزلاق، انتشار التعفن، تسرب الهواء) (Infestation, Toxicity, Slip Resistance, Air Infiltration)

## تلف وانهيار المنشآت
تتنوع الأسباب المؤدية لحدوث تلف وانهيار للمبنى من أسباب فنية وتصميمة وانشائية وتنفيذية وأخرى تعود لعوامل بيئية، وهنا سنتناول وباختصار الأسباب العامة التي تنجم عنها امراض المباني.
- عدم أخذ الاحتياطات الفنية وإتباع المعايير الهندسية عند التأسيس

1. التأسيس على تربه طفيلية دون عمل إحلال للتربة ودك جيد للتربة، وعدم الحيطة لوجود كيماويات في ألتربه قد تودي لتآكل وتفاعلات للخرسانة وحديد التسليح، يحدث هذا كلما قرب المبني من المصانع ومرامي النفايات.
2. إهمال عمل الاختبارات فاختبارات إجهاد التربة عامل رئيس ومهم يتناساه الكثيرون لأسباب عديدة أهمها الرغبة في التوفير واستخراج التراخيص بطريقه صوريه وإسناد الأمر إلي غير أهله.
3. هناك أيضا مشكله التأسيس علي أنقاض ومناطق ردم أو أماكن أثريه حيث إن هذا يعني وجود طبقات ردم يجب إزالتها للوصول للأرض المناسبة للتأسيس وبموجب التقارير الفنية الواردة من المختصين (سعيد،2002).

- البناء في مناطق معرضه للانهيار دون أخذ ذلك بالاعتبار أثناء التصميم. هناك مناطق قد تكون معرضه للهزات الأرضية حيث من المفترض أن يتم الأخذ بالاعتبار للزلازل والهزات عند تصميم الأعمال الخرسانية والمباني حيث يتم حساب الجهد الذي يحدث نتيجة للزلازل طبقا للكود. (سعيد،2002).
- عدم ملائمة التصميم الإنشائي والمعماري: يحدث في حالة إهمال المالك أو المسؤول عن التنفيذ أو المصمم إتمام التصميم بشكل كلي أو جزئي مثل:

- إهمال في تصميم الخلطة الخرسانية mix design وعمل اختبارات الرمل والزلط والماء والإضافات الكيميائية.
- عدم دقة التصميم الإنشائي والإهمال في الأخذ بالمعايير والكود وعمل حسابات خاطئة للأحمال بأنواعها المختلفة.
- عدم الاستناد لتقارير جيده ومن مصادر موثوق بها بالنسبة لأعمال التربة والأساسات.
- عدم التقيد بالمواصفات والمخططات أثناء التنفيذ أو التنفيذ بصوره مخالفه

- فقدان الالتزام بالكود والإلمام بالمواصفات والمواد والمخططات التنفيذية كل هذا بالإضافة لعدم العناية بضبط ورقابه الجودة أثناء التنفيذ مسببات قد تؤدي لمشاكل في المبنى أو انهياره مستقبلا.
- فعلى كل مهندس أن يتفهم كيفية الرقابة وضبط الجودة لكافة الخامات والمواد المستخدمة في مشروعه ومدى تأثيرها عليه.
- استخدام مواد سيئة لا تصلح ولا تتوافق مع المواصفات

- معظم المهندسين يكتفون بالمعاينة الظاهرية للمواد دون عمل الاختبارات لهذه المواد وهنا يجب الاهتمام بصوره أكبر للمواد التي تدخل في الخرسانة مثل الماء والرمل والزلط وحديد التسليح والاسمنت والإضافات.
- حيد التسليح يجب أن يستخدم وفقا لما ورد بالمخططات وإن لزم التعديل فيتوجب عمل الحسابات التصميمية الدقيقة له.
- يجب استلام الحديد ومعاينته قبل شده وتنظيفه من الصدأ السطحي إن وجد ويتوجب عدم استخدام أي نوع من أنواع حديد التسليح يكون مجهول المصدر.

## أخطاء في التنفيذ
هناك أخطاء عديدة قد ترتكب أثناء التنفيذ منها على سبيل المثال وليس الحصر:
-عدم المتابعة الجيدة والاستلام الصحيح لحديد التسليح وقطاعاته.
- حدوث انفصال للخرسانة أثناء الصب وتنتج بسبب تأخر عربات الخلط والمضخات مما قد يودي إلي تقليب أكثر من المطلوب لمكونات الخلطة الخرسانية حيث أن فترة التقليب تعتمد علي سرعة الخلاط إضافة لاستخدام الهزازات بطريقه خاطئة ولمدة كبيرة.
- الحوادث والصدمات: هناك بعض المباني والمنشآت التي قد تكون معرضه للصدمات والحوادث خصوصا ما كان منها قريب للشوارع الرئيسية والطرق السريعة لذلك من الأفضل عمل الاحتياطيات وحمايتها بما يتناسب مع موقعها وحالتها.
- تعديلات وتغيير في الاستخدام للمباني: هناك اختلافات وفروق شاسعة للأحمال سواء الحية أو الميتة بين الأنشطة لكل نوع من أنواع الأبنية فالمدرسة تختلف عن المكتبة والمستشفي يختلف عن المخزن والمصنع يختلف عن المعمل والسكن الخاص يختلف عن الفندق... وهكذا فإن أي تغيير أو تعديل في نوع الأنشطة قد يحدث مشاكل للمبني تكبر كلما زاد الحمل عليه فليس من المعقول أن تحول فيلا صغيره مخصصه ومصممه لأحمال معينه إلي مدرسه تحوي أضعاف ما كان معد لها بالتصميم.
- المياه والرطوبة وإهمال العزل المائي والحراري.

قد تتعرض الأساسات للتآكل واختلاط مواد كيمائية مختلفة بسبب وجود مياه أسفل المبني تؤدي لتفاعلات مع الحديد والخرسانة ووجود الماء وحده يسبب صدأ وتآكل الحديد، أضف إلي ذلك ما تسببه المياه الجوفية ومياه الصرف الصحي أو المياه الناتجة عن التسرب بسبب تلف بالتمديدات الخ.
- تسرب مياه الأمطار من الأسطح غيرا لمعزولة بطريقة جيده مما ينتج عنه فصل بين الحديد والخرسانة نتيجة تآكل للحديد بسبب الصدأ.
- الإهمال في لياسة وتلبيس الواجهات مما يعرض الخرسانة للظروف الجوية.

- عدم الاهتمام بالخرسانة والعناية بها من الداخل بمعالجة تلف العزل وصرف الحمامات والسباكة بطرق سيئة فصرف الغسالات والمياه الناتجة من الحمامات لها تأثير سلبي بسبب ما تحوي من مواد كيمائية تؤثر علي الحديد والخرسانة إضافة لتسرب المياه نحو التمديدات الكهربائية في أسقف الحمامات والغرف.
-	لذلك يجب أن تعزل الحمامات والمطابخ بنظام عزل مائي مناسب، وان يكون واضحا للمستخدمين طريقة الاستخدام وتلافي إتلاف العزل سواء للحمامات أو الأسطح بطرق مباشرة كالتكسير أو غير مباشرة كاستخدام المياه بكثرة وغمر الحوائط والأبواب مما يسهل نفوذ المياه حتى بوجود العزل الجيد.
- الترميمات والتوسع دون دراسة.
- ترميم غير مدروس واستخدام مواد تحدث تلفيات للحديد.
- عمل دعائم إضافية بمقاسات لا تتحملها الأساسات أو التربة.
- ترميم بفريق غير متخصص ومواد غير مناسبة.
- عدم الأخذ بالاعتبار أثناء الترميم لأي اعتبار للوزن والإجهاد ومعامل الأمان.
- إحداث تكسير في الحوائط الحاملة.
- زيادة ارتفاعات دون دراسة أو مراجعة لمختصين ودون تراخيص.
- إهمال في الصيانة.

- للأسف الشديد فإن مفهوم الصيانة مفقود بمجتمعنا العربي لأسباب كثيرة لا نستطيع أن نحصرها لكن أهما وأبرزها هو ما يدفع نظير القيام بأعمال الصيانة والتي لا تعتبر غريبة لو دفعت نظير صحة الفرد أو إصلاح سيارته أو جهازه بينما هي غريبة وغير منطقية من وجهة نظر الفرد في مجتمعنا بالنسبة للمبني الذي يسكن فيه وأجياله من بعده !!!!! المجتمعات الغربية تعطي للصيانة أهمية قد تفوق أهمية إنشاء المبنى.
- الصيانة تعني الكشف الدوري علي كل عنصر من عناصر المبني وأهم هذه العناصر هي العناصر الإنشائية بالأجهزة الحديثة والمتطورة لعلاج أي خلل في بدايته، كذلك الاهتمام بكل ما قد يؤثر علي المبني وسلامته.
- تآكل الحديد والخرسانة.

يحدث تآكل حديد التسليح والخرسانة لأحد الأسباب التالية:
- قرب الأساسات من أماكن الصرف سواء للمصانع أو المخلفات البشرية.
- تآكل بسبب إهمال الصيانة والمعالجات الفورية لتسرب المياه.
- ارتفاع منسوب المياه الجوفية دون أخذه بعين الاعتبار إثناء التصميم والتنفيذ.
- أحمال كبيرة أو معدات ثقيلة.
- هزات وزلازل.
- تغيير وتحول في الاستخدام.
- أعمال حفر بجوار الأساسات دون الأخذ بالاحتياطات.
- تسرب بالمياه سواء من الأمطار أو غيره وحدوث هبوط مفاجئ للتربة لهذا السبب.
- درجات حرارة بسبب الحرائق المجاورة أو الجو وحدوث انفصال للحوائط.
- مشاكل للمباني المجاورة.

قد يحدث انهيار لمبني مجاور سواء كان كليا أو جزئيا فقد يكون آيلا للسقوط ولذلك لابد من أخذ حالة المباني المجاورة بالحسبان سواء كان ذلك أثناء التصميم أو التنفيذ والصيانة وإجراء الترميمات.
- عدم الاستناد لتقارير جيده ومن مصادر موثوق بها بالنسبة لأعمال التربة والأساسات.

## العوامل المناخية المؤدية لحدوث تشوهات المباني

### الرطوبة (Moisture movement)
- الحركة الناتجة عن الرطوبة ظاهرةُ طبيعية ومشتركة تؤثر على مكوّنات البناء، وتعد أحد أكثر المصادر الرئيسية المسببة للعيوبِ في مكونات وعناصرِ البناء.
- الحركة الناتجة عن الرطوبةِ يُمْكِنُ أَنْ تَحْدثَ كمشكلة منفصلة أَو بالارتباط مع أسباب أخرى تنتج الحركةِ، مثل الحركةِ الحراريةِ، مما ينتج مجموعة أعراضِ.
- عموماً، هذه الحركة ظاهرة تُؤثّرُ على الموادِ عموما وليس على الموادِ التقليديةِ فقط ومن المواد ما يعاني من مشاكلِ أخرى متعلقة بِالرطوبةَ مرتبطة بالتسرب أو اختراق الماء في الوصلات.
- إنّ الآليةَ الأساسيةَ لحركة الرطوبة في المواد والمكوّنات هي التمدد أَو الانكماش للمواد.

### الحرارة (Thermal movement)
- تَحْدث الحركةُ الحراريةُ عندما يحدث التغير في الحرارة تمددا أَو انكماشا لمكوّناتِ البناءِ، المشاكل الرئيسية تظهر خلال الحركة التفاضلية بين المواد المتجاورة والمختلفة.
- تواجه كل المواد الإنشائية الحركة الحرارية؛ على أية حال، يَتفاوت معامل التوسع بين المواد ولذا الحركة الفعلية وهي المهمة بالنسبة للبنايات تَتفاوت أيضاً.
- هناك عدد مِنْ العواملِ تُؤثّرُ على كميةِ الحركة الحراريةِ تَحْدثُ في المكون أَو العنصر. يؤدي لعدمِ استقرار درجة الحرارة أَو تفاضل درجةِ الحرارة عند التعرض لأشعة الشمس وفترات الظل.
- آلية الفشل بسبب حركة حرارية في الموادِ تَعتمد على نسبة التغييرِ والحركةِ التفاضليةِ بين مكوّناتِ السطوح الملونة والمُظلمة فالسطوح المظلمة تمتص حرارة أكثر من السطوح الملونة.
- العوامل التي تُؤثّرُ على مدى تأثيرِ الحركةِ الحراريةِ يَتضمّنانِ مدى درجةِ حرارة، درجات حرارة تفاضلية ولون وتركيب الخلفيةِ، القصور الذاتي الحراري عموماً، قوّة تَحَمّلِ وصلابةِ التراكيبِ المكوّنةِ والمحيطةِ.

### تأثير الرياح حول المباني (Wind around buildings)
- الطبيعة المتغيرة للريحِ يمكن أَن تسبب ضوضاء، وبمساعدة ضربات المطر تلوث البناية وتخلقانِ ضغوط تفاضليةَ على الوجهِ الخارجيِ للبناية لكن الميزات المحلية تجعل الأمر صعباً للتَعميم حول تحميل الريحِ.
- الريحِ يمكن أَن تشكل ثقلا على السقوف المستوية.

4- أثر الأشجار المزروعة حول المبنى ((Trees and building
- قرب الأشجارِ (أَو نباتات كبيرة أخرى) إلى البناياتِ قَدْ يسبب انكماش التربة وهذا التأثير موسميّ عادة، ومثير جداً في الترب الطينيةِ.
- أنصاف أقطار جذرَ الأشجار مهمة جداً خصوصاً لأشجار الحور والصفصافِ وبلوط، عادة نصف القطر مشابه لارتفاع الشجرةِ (أَو أقل)، هذا وقد يزيد الارتفاع إلى 1.5 مرة نصف القطر لمجموعة معينة من الأشجار، ولكن هذا التأثير يقل عند الزراعة في الطينِ الثقيل.

## أنواع أمراض المباني
- 1- الأمراض العامة

هي التي تصيب جسم المنشأ ككل والنوع الأول منها أمراض ذاتية تتبع المبنى مثل ضعف الهيكل الإنشائي أو الحوائط الحاملة أو الأساسات أو تحمله لثقل أكثر من حمل الأمان التصميمي أو عدم اتزانه هندسيا أو هبوط التربة تحته أو حدوث هبوط غير متكافئ في أجزائه أو تعرضه للاهتزاز أو حدوث تمدد غير مدروس أفقيا أو راسيا.
تكون نتائج الأمراض العامة حدوث تنميلات وشروخ وتشققات وكسور مختلفة الدرجات تؤدي إلى التلف الجزئي أو الدمار الشامل.
تماثل الإنسان هبوط القلب أو الإرهاق والسكتة القلبية والكسور والحوادث الناتجة عن الصدمات وضربة الشمس والغرق والاحتراق والاختناق والقتل وهي في مجموعها تؤثر على كيان المبنى ككل. النوع الثاني ما كان نتيجة مؤثر خارجي ويحدث عنها الدمار والتلف الشامل من جراء أعمال الحروب وحالات الحريق والزلازل والبراكين والفيضانات والسيول والأعاصير والصواعق.
- 2- الأمراض الفنية المتخصصة

وهي التي تصيب أحد عناصر المبنى في نوع أو أكثر من الأعمال المتخصصة المختلفة كعيوب رشح المياه مثلا التي قد تصيب مواسير المياه أو الصرف أو كليهما وقد تمتد لتصيب أعمال البياض الداخلي أو الخارجي أو الأرضيات والخرسانة المسلحة والكهرباء وغيرها.
تماثل أمراض الكولسترول وانسداد الشرايين وضيق التنفس وطفح الجلد والرشح وضعف الأعصاب والحساسية والتسوس وتأثيرها جميعا يكون واضحا في جزء من المبنى أو في أحد الأعمال بالمبنى كله كما يمكن أن يستشرى أثرها لتصيب أجزاء أخرى أو أعمالا مرتبطة أو ملاصقة للأعمال المصابة.

## أنواع العيوب والتشوهات

### الرطوبـة
تمثل الرطوبة النسبية للهواء المحيط بالأثر سببا مباشرا في تلفه سواء كانت هذه الرطوبة النسبية منخفضة أو كانت مرتفعة وتتحدد خطورة هذا العامل في ضوء ظروف المبنى ودرجة هذه الرطوبة وخواص البيئة المحيطة ومن ناحية أخرى فان الزيادة في الرطوبة النسبية إلى تفاعلات كيميائية أهمها تحويل الغازات الحمضية إلى أحماضها المقابلة والتي لها خطرها على المواد الأثرية المكونة منها المبنى الأثري عموما
تساعد أيضا على نمو الكائنات المجهرية التي لا تهاجم فقط المواد العضوية بل أيضا الأحجار. وتكمن الصعوبة الكبرى في تحديد مصادر الرطوبة التي تؤدى إلى تلف الحجر وغير ذلك فان الحجر الذي بدأ في التلف لن يتوقف بل سيتابع انهياره دون توقف ما لم تتخذ الإجراءات اللازمة
- تأثير الرطوبة النسبية المرتفعة:-

تؤدى إلى إذابة الأملاح القابلة للذوبان في الماء والتي توجد عادة في الأحجار الرسوبية (الحجر الجيري، الرملي) وحملها إلى الأسطح المكشوفة حيث تتبلور في الطبقات الخارجية لهذه الأسطح عند جفاف محاليلها بالبخر وبفعل الضغوط الموضعية الهائلة التي تصاحب النمو البلوري للأملاح تتفتت السطوح الخارجية للأحجار.
- تأثير الرطوبة النسبية المنخفضة وشبه الثابتة:-

يؤدى نزوع الأملاح القابلة للذوبان وغير قابلة للذوبان من الداخل إلى الخارج بحركة الماء داخل المسام إلى السطح بتأثير عملية البخر إلى ترسيب الأكاسيد والشوائب الموجودة بالحجر على السطح ومع الغبار الجوى يتكون ما يسمى بالقشرة الصلدة ومع مرور فترات الزمن تتكون طبقة سميكة تشوه وتلوث الشكل الجمالي للأثر ويصبح الحجر أسفلها في غاية الضعف والتفكك والتحلل
- التأثير الضار بالرطوبة النسبية وظاهرة التكاثف:-

نتيجة لتكثف بخار الماء في الصباح الباكر على السطح وداخل المسام وانتشار الماء الناتج داخل مسام الأحجار الرسوبية ثم إذابته للأملاح القابلة للذوبان سواء في الحجر نفسه أو في المكونات ويحدث تحريك لمحاليل هذه الأملاح نحو الأسطح الخارجية لتبدأ عملية البخر وبالتالي تبدأ عمليات تظهر وتبلور هذه الأملاح مع استمرار في نمو تلك البلورات.

### تأثير الرطوبة Dampness Effect
- حالة غير صحية لمستخدمي المبني
- عدم تماسك اللياسة في المباني
- تمليح Efflorescence للحوائط والأرضيات والأسقف
- فساد الأخشاب المستخدمة وانحناءها
- تعريض الحديد المستخدم للصدأ
- تلف الدهان
- تلف للتمديدات الكهربائية
- تلف التكسيات للأرضيات والحوائط والأسقف
- تكاثر الفطريات والبكتيريا في المبنى.

## العوامل الجوية الخارجية
تشمل العوامل الجوية الخارجية التي تساهم في تغير نسبة الرطوبة في داخل الأبنية الأمور التالية:
مياه الأمطار والثلوج، الرطوبة الخارجية المرتفعة (رطوبة الجو)، رطوبة التربة، منسوب المياه الجوفية، سرعة الريح واتجاه حركتها.

### حركة الريح
تزداد سرعة الريح عند أطراف الأبنية وتشتد عند نهايات الأبنية الكبيرة والمرتفعة بصورة خاصة، وترتفع قيم الفروقات في الضغوط عند تلك المناطق إذ تصبح سرعة الريح على أشدها عند زوايا البناء الخارجية التي تفصل بين منطقتي ضغط منخفض وأخرى مرتفع، وكذلك عند تصوينة السطوح المواجهة لمنطقة الضغط المرتفع. الحقيقة ما يهمنا في موضوع الريح هو أثرها على نسبة الرطوبة في داخل الأبنية، كمساهمتها في زيادة ضرر الأمطار والثلوج وفوائدها أو مضارها في عمليات التهوية.
- ففيما يتعلق بالكيفية التي تساهم فيها الريح زيادة الضرر الناجم عن الأمطار والثلوج، تعمل الريح نتيجة تغير اتجاهها المستمر حول البناء على تحريك قطع الثلج المتساقطة في كافة الاتجاهات... الأمر الذي ييسر دخول الثلج إلى البناء من خلال ثغرات لا تستطيع مياه الأمطار في الأحوال الطبيعية التسلل من خلالها كفتحات الابجورات والشقوق والفواصل في الفتحات الخارجية.
- أما فيما يتعلق بمساهمة الريح في زيادة شدة مياه الأمطار فإنها تضرب بحبات المطر بشدة على أسطح الجدران الخارجية وتساهم مناطق الضغط المرتفع، في دفع الأمطار إلى مناطق عميقة داخل الجدران وتكون أكثر المناطق تأثرا بالريح وبشدة تأثير ضرب مياه الأمطار هي أطراف الأبنية العلوية والجانبية (إذا كانت الأطراف السفلية مغلقة).

### مسببات الرطوبة (Causes of Dampness)
1. اتجاه المبنى: الحوائط التي يصلها طرطشة المطر وقليل من أشعة الشمس تجعلها أكثر عرضة للرطوبة.
2. كميات مياه الأمطار: مياه الأمطار تمثل خطر كبير علي المباني إذا لم تتخذ الاحتياطات.
3. المياه السطحية: الأنهار والبحار والبرك الناتجة عن السيول والأمطار.
4. المياه الجوفية: وهي المياه المتكونة تحت سطح الأرض وهذا أكثر ما تعاني منه منطقتنا بسبب ارتفاع منسوب المياه الجوفية وقربها من سطح الأرض والناتج من عدم وجود شبكات الصرف الصحي.
5. الخاصية الشعرية Capillary Action: هي السبب في صعود الرطوبة من الأدوار السفلية خلال مسام التربة والمواد المستعملة في البناء.
6.التكثيف:Condensation الهواء يحوي كمية من بخار الماء تزداد بارتفاع درجة حرارة الهواء مما يسبب رطوبة تتكاثف على الحوائط والأسقف والأرضيات الباردة عندما يلامسها الهواء الساخن.
7.سوء الاستخدام وتصريف المياه: يحدث نتيجة لتسريبات للمياه من الأماكن المرتفعة للمنخفضة مما ينشئ الرطوبة.
8.التشييد الحديث: تظل الحوائط حديثة البناء في حالة رطوبة لفترة زمنية معينة.
9- سوء المصنعية (عمالة سيئة): استخدام العمالة السيئة يتسبب في عيوب في الوصلات وجلسات الشبابيك وتقفيل المباني والأجهزة الصحية والتمديدات ….الخ حيث أن هذا يؤدي إلي السماح بنفاذ المياه داخل المبني وإحداث رطوبة ومثال على ذلك إهمال عمل ميول الأسطح وتصريف الأمطار أو عملها بطريقة سيئة.

## طبيعة البناء المعمارية

### شكل البناء من الخارج واتجاه تثبيته على الموقع
فإذا وقعت المطابخ أو الحمامات أو غرف الغسيل التي تطلق بخار الماء، عند الطرف الغربي لبناء تم إنشاؤه في منطقة تغلب عليها الرياح الغربية على سبيل المثال تتعرض بالمقابل واجهة البناء الشرقي إلى ضغط منخفض وبذلك تكون حركة الهواء في الداخل البناء في اتجاه غرب شرق وعليه تتحرك الأبخرة الناجمة عن نشاطات الإنسان في المطابخ والحمامات وغرف الغسيل كأعمال الطهو والتنظيف والاستحمام وما إلى ذلك، من مواقعها الغربية لتمر في كافة غرف البناء الداخلية حتى تصل إلى طرفه الشرقي ومن ثم لتتسرب إلى الخارج إن سنحت لها الفرصة بذلك وفي أثناء مرورها من غرب البناء إلى شرقه، تتكثف هذه الأبخرة على الأسطح الباردة أو تتجمع في الأماكن سيئة التهوية حيث يكون الهواء راكدا.

### براعة التصميم المعماري من الداخل
- هذا وقد ساهمت العلة الأخيرة في انتقال الهواء المثقل بالأبخرة من حمام مجاور، عبر الباب الداخلي، ليستقر في الغرفة سيئة التهوية كذلك فقد ساهم بعد فتحة النافذة الخارجية عن الزاوية البناء الخارجية في ركود الهواء في المنطقة الجنوبية من الغرفة...الأمر الذي أدى إلى إطالة فترة جفاف الرطوبة الإنشائية الدفينة وإلى زيادة نسبة رطوبة الجدران في تلك المنطقة وذلك نتيجة تكاثف بخار الماء على أسطحها بفعل تدني درجة حرارتها نسبة إلى مناطق الجدران الأخرى البعيدة عن الزاوية وبالطبع كانت نتيجة أن أدت العوامل الأخيرة مجتمعة بالإضافة إلى ارتفاع الرطوبة النسبية للهواء الداخلي نتيجة نشاطات قاطني البناء المتنوعة إلى نمو الطحالب وتكاثرها.
- طبيعة العائلة المشغلة للبناء ونمط معيشتها

وقد قسمنا اثر العائلة على نسبة الرطوبة في داخل البناء إلى أقسام كالتالي:
درجة قابلية صاحب البناء في تطبيق التصاميم والإرشادات بعملية وموضوعية (صفات مشغل البناء)، المبلغ المرصود للمشروع، عدد أفراد العائلة التي تشغل البناء ونمط المعيشة وطريقة استعمالها لوسائل التدفئة، أنواع وسائل التدفئة، وتزداد هذه الكمية أحيانا بزيادة حدة النشاطات الخيرة كإفراط عائلة ما بالنظافة والغسيل والطبخ واستقبال الضيوف والقيام بنشاطات رياضية.
العوامل الفعلية التي تحدد ضرورة تهوية البناء 
العوامل الرئيسة التي تحدد طبيعتها وشدتها ضرورة تهوية البناء أو عدم ضرورتها وهذه العوامل هي:
•	كمية بخار الماء المنتج في داخل المنزل.
•	حجم البناء.
•	مساحة الفتحات الخارجية وأنواع النوافذ والأبواب وطرق تثبيتها بالبناء.
•	سرعة الهواء طبوغرافية الأرض.
•	وموقع البناء وشكله وما إلى ذلك.

### انتقاء مواد البناء
إن دراسة خواص حجر البناء من شأنها أن تساعد الإنسان في اتخاذ القرار الحكيم بشأن اختيار حجر البناء المناسب للبيئة المناسبة. فعلى سبيل المثال: يناسب البيئة الصحراوية حجر ذو كثافة متدنية من شأنه أن يرفع من كفاءة الجدران الخارجية في العزل الحراري، كحجر الأزرق. يناسب البيئة الجبلية، شديدة البرودة غزيرة الأمطار، حجر البناء الصلب قليل الامتصاص لمياه الأمطار، كحجر معان وعجلون واشتفينا والطيبة وجماعين وما إلى ذلك.
هذا وفي بيئة شديدة التعرض لمياه الأمطار، يؤدي استعمال حجارة البناء التي ترتفع نسبة امتصاصها لمياه الأمطار إلى ترطيب الجدران (وربما إلى نفاذ مياه الأمطار إلى الداخل بعد عاصفة مطرية شديدة تدوم فترة طويلة نسبيا)، وإلى تدني كفاءة الجدران في العزل الحراري... الأمر الذي يساهم في فقدان الطاقة وفي تدني درجة حرارة أسطح الجدران من الداخل، ومن ثم في تكثف بخار الماء عليها ونمو الطحالب وتكاثرها.
- وقد يكون من الأنسب، من حيث توفير الطاقة وخلق المناخ اللطيف في داخل الأبنية، استعمال الحجر ذو الكثافة المتدنية – وهو الأقل كلفة في بيئة شديدة التعرض للأمطار، بشرط عزله من الخارج بمواد عازلة للماء.
- إن الإنسان بطبيعته يعتمد إلى التخلص من الرطوبة الزائدة بصورتيها الغازية والسائلة إن وجدت في داخل بيته. فهو يشعر بضيق واضطراب عند ارتفاع قيمة الرطوبة النسبية في داخل بيته عن 70% وينزعج كذلك لظهور العفن على الجدران الداخلية.
- لا يحتمل الإنسان بطبيعته رؤية العفن وقد انتشر، فأصاب أثاث بيته وما يختزنه من ثياب وأقمشة وما إليها، وهو يكره رائحة العفن، ويستاء تشد عندما يلاحظ جدرانه تتعرى شيئا فشيئا من طبقات الدهان أو أوراق الجدران.

### زوايا البناء الخارجية
يزداد فقدان نقطة ما تقع على أسطح الجدران الخارجية للأبنية من الداخل، للحرارة الداخلية إلى الجو الخارجي البارد باقترابها من زاوية البناء الخارجية (الزوايا الداخلية التي تتشكل نتيجة التقاء جدارين خارجيين متعامدين) ويكون فقدان الحرارة إلى الخارج أعلى ما يمكن عند خط الزاوية الداخلية تماما. تكون آثار تكثف بخار الماء ونمو العفن على أشدها حول خط التقاء جدارين خارجيين في داخل الأبنية المتضررة بالرطوبة الداخلية.

### الحركة والشقوق الناتجة عن الرطوبة
تتحرك معظم المواد الإنشائية بفعل تعرضها للجفاف والرطوبة الدورية وتكون هذه الحركة مقيدة أحيانا بعناصر إنشائية ضابطة قوية تقاوم حركتها وتكبح جماحها وأحيانا أخرى تكون العناصر الإنشائية الضابطة ضعيفة، الأمر الذي يؤدي إلى تشققها إذا كانت عناصر صلبة كالخرسانة أو الحجر أو إلى انضغاطها إذا كانت عناصر لدنة كالإسفلت. تكون في أحيان أخرى حركة المواد الإنشائية غير مقيدة، فتتحرك في الاتجاه الأسهل لحركتها.

## الشقوق والشروخ
تعتبر الشروخ من أهم أنواع العيوب التي تعاني منها المباني الخرسانية وأكثرها انتشارًا وتسببًا في حدوث الانهيارات والكوارث وذلك على الرغم من التطور الحاصل في مجال البناء والاهتمام بجودة التصميم وحسن التنفيذ. إن الطريقة التي يتم بها تشخيص الشروخ في المباني الخاضعة للتصدعات على المستوى المحلي قد لا يكون دقيق بالقدر الكافي فهي تتم وفقا لنهج تقليدي يعتمد في أغلب الأحيان على التخمين والتقدير الشخصي للأسباب الظاهرية دون النظر والاهتمام الكافي بمسببات تلك الشروخ. ويترتب على ذلك في العديد من الأحيان تشخيص خاطئ للأسباب وينعكس ذلك حتما على أي وسيلة لمعالجة الشروخ.

### تصنيف الشروخ
شروخ غير إنشائية (لأسباب غير إنشائية) ونميز منها:
1.	 شروخ الانكماش الحراري:
يتولد أثناء عملية التصلب المبكرة حرارة ناتجة من التفاعل الكيميائي بين الماء والاسمنت. وغالباً ما تعالج العناصر المسبقة الصنع بالبخار steam curing وهذه المعالجة الحرارية تولد كمية كبيرة من الحرارة خلال الخرسانة. وعند ما تبرد الخرسانة وتنكمش تبدأ الاجتهادات الحرارية في الظهور والنمو خاصة إذا كان التبريد غير منتظم خلال العنصر، وقد يحدث اجتهاد الشد الحراري شروخاً دقيقة جداً يقدر أن يكون لها أهمية إنشائياً. ولكن ذلك يوجد أسطحاً ضعيفة داخل الخرسانة، كما أن انكماش الجفاف العادي يؤدي إلى توسيع هذه الشروخ بعد ربط العناصر مسبقة الصنع.
2.	شروخ الانكماش اللدن
تحدث نتيجة التبخر السريع للماء من سطح الخرسانة وهي لدنه أثناء تصلدها، وهذا التبخر السريع يتوقف على عوامل كثيرة أهمها درجة الحرارة وسرعة الشمس المباشرة تجعل معدل التبخر أعلى من معدل طفو الماء على سطح الخرسانة. تكون شروخ الانكماش اللدن عادة قصيرة وسطحية وتظهر في اتجاهين عكسيين في آن واحد، وفي حالة عناصر المنشآت سابقة الصب التي تصنع في أماكن مغلقة وتعالج جيداً فلا يخشى من خطورة شروخ الانكماش اللدن لصغرها.
3.شروخ انكماش الجفاف drying shrinkage cracking
يحدث هذا النوع من الشروخ عندما تقابل العناصر القصيرة ذات التسليح القليل حواجز تعيقها (كما في حالة اتصال كورنيشية ذات سماكة صغيرة ببلاطة شرفة ذات سماكة كبيرة). في الكمرات مسبقة الصنع فإن خرسانة الأطراف المفصلية تصب في مجاري من وصلات متصلدة مسبقة الصنع (كقالب). ونظراً لضيق هذه المجاري نسبياً لتسهيل عملية الصب، وتحدث في الفواصل الرأسية غالباً شروخ دقيقة نتيجة الانكماش.
فروق الإجهاد الحرارية differential thermal strains
إن أسلوب الإنشاء في المنشآت مسبقة الصب يساعد على التأثر باختلاف درجة الحرارة لاختلاف الطقس الطبيعي أو نتيجة التسخين steam curing. ولذا تظهر الشروخ في البحور المحصورة عند ما يكون اتصال وجهيها بالمنشأ متيناً. كما أن الحرارة المفاجئة لها تأثير آخر حيث يولد الارتفاع المفاجئ في درجة الحرارة سلسلة من الشروخ أيضاً إذا حدث اختلاف كبير في درجة الحرارة بين وجهي بلاطة أو كمرة.
وهذا التأثير نادر الحدوث في المنشآت السكنية. ولكن قد يحدث في منشآت معينة، مثل حوائط الخزانات وفي حالات خاصة عندما يكون السائل المخزون داخل الخزان ساخناً أو بارداً جداً. كما تحدث إجهاد بالمنشأ نتيجة اختلاف درجة الحرارة بين أجزئه المختلفة، فإن أطراف الواجهة مثلاً تتعرض لأشعة الشمس المباشرة فتتمدد، بينما تظل درجة حرارة باقي المنشأ منخفضة، فينتج عن ذلك ظهور شروخ قطرية من الزوايا في أرضيات المنشآت الطويلة جداً أو المتينة جداً.
•	شروخ نتيجة التآكل 
هناك نوعان رئيسان من العيوب يساعدان على تزايد تأثير عوامل التعرية على المنشأ الخرساني، وهما:

### تآكل حديد التسليح
ينمو الصدأ ويتزايد حول حديد التسليح منتجاً شروخاً بامتداد طولها. وقد يؤدي ذلك إلى سقوط الخرسانة كاشفة حديد التسليح وتساعد كلوريدات الكالسيوم الموجدة في الخرسانة على ظهور هذا العيب كما تساعد على ذلك الرطوبة المشبعة بالأملاح في المناطق الساحلية تحمل كلوريد الكالسيوم، وبالتالي فإن خطورة تآكل الحديد تصبح كبيرة في هذه الحالة. إن شروخ تآكل الحديد خطيرة على عمر المنشأ وتحمله حيث تقلل مساحة الحديد في القطاع الخرساني، وهذه الظاهرة خطيرة بصفة خاصة في الخرسانة مسبقة الإجهاد.

### نحر الخرسانة
هناك تفاعلات كيميائية تؤدي إلى تهتك الخرسانة والحالة الأكثر شيوعاً هي نتيجة اتحاد الكبريت مع ألومينات الاسمنت في وجود الماء. والملح الناتج ذو حجم أكبر من العناصر المكونة له، والتمدد الناتج يؤدي إلى تفجر الشروخ وسقوط أجزاء الخرسانة المتهتكة. وقد يظهر خلل كيميائي نتيجة اختيار حبيبات (حصى) غير ملائمة، فإن النتوءات والحفر التي تظهر على السطح الخرساني تعني أن الحبيبات المعزولة قد تفتتت.
الانهيار الفجائي
الانهيار الفجائي للمباني يمثل السكتة القلبية في أمراض الإنسان، والفجأة أوعنصر المفاجأة يأتي هنا في وقوع الحدث دون مقدمات ولكنه لا يكون أبدا بلا أسباب.
ويمكن تلخيص أسباب الانهيار الفجائي في النقاط التالية:
1- ضعف الأساسات أو التربة أو سوء تكوين التربة أو وجود تكوين غير متوقع بالتربة أو انهيار التربة تحت الأساس.
2- ضعف الأعمدة أو الأكتاف عن تحمل الجهود الناتجة عن الأحمال الواقعة عليها
3- الرشح الغزير –المياه الجوفية والتغيرات الحادة في مناسيبها الموسمية الأمطار الغزيرة –الزلازل – القنابل –المتفجرات –المرور الثقيل الكثيف –الاهتزازات الشديدة – الأعاصير والعواصف – السيول – الفيضانات –الحريق.
4- وصول مواد البناء إلى مرحلة الاستسلام على حافة الانهيار والتفتت
5- الصدأ للحديد والمعادن.
6- الحرارة الشديدة والبرد القارص (التمدد والانكماش).
تشوهات حسب مادة البناء
•الحجر
تتأثر احجار البناء بعدة عوامل أهمها العوامل الجوية المختلفة من الشمس والمياه والرطوبة والرياح وخاصة الرياح والعواصف الرملية والخماسين
وتنقسم امراض المباني الحجرية إلى:
1- تعرض الحجارة للتآكل السطحي.
2- تلون الحجارة بسبب التعرض المباشر لاشعة الشمس.
3- بسبب المياه الجوفية دون عزل افقي ضد الرطوبة.
4- بسبب الأمطار والرش والري دون عزل رأسي.
- يرجع تآكل الاحجار إلى العوامل الجوية وظواهر التعرية:

	الرياح. 
- الأمطار وخاصة الغزيرة أو المحملة بالاحماض والقلويات بسبب الغازات الذائبة فيها مثل ثاني اكسيد الكربون وثاني اكسيد الكربون.
- الرياح وخاصة السريع منها أو المحمل بالرمال أو الاتربة أو به دوامات هوائية أو تصحبه الأمطار والبرق والصواعق.
- اشعة الشمس والحرارة وخاصة إذا زادت فروق درجات الحرارة ليلا ونهارا أو صيفا وشتاء.
- الرطوبة، مخلفات المصانع والمدن.
- التلوث الزائد في الجو من عوادم السيارات ومداخن المصانع.
- امراض الدهان الداخلي

-	وقوع دهان السقف من جراء الرطوبة ورشح الحمامات أو مياه المطر بالطابق العلوي.
-التطبيل: ويستدل عليه بحدوث صوت اجوف عند الطرق على الدهان وينشأ في حالة عدم تماسك أو في حالة انفصال طبقات الدهان عن بعضها اوعن السطح الأصلي\b ويعزى ذلك إلى العديد من العوامل نذكر منها:
```
تكون أملاح بين طبقات الدهان لاحتواء بعض مكونات فوق الطبقات المختلفة الأملاح قابلة للذوبان في الماء. 
```

- بقع الصدأ
- -تمليح الدهان: يظهر فيه بودرة بيضاء لعدم رش حوائط الطوب قبل الدهان ويحدث نتيجة نسب زائدة من كبريتات الصوديوم أو المغنيسيوم وجميعها قابلة للذوبان وينتقل من مختلف الطبقات إلى السطح الظاهري نتيجة لعوامل الرطوبة.(حواس، امراض المباني)
- امراض الدهان الخارجي:
- 1- سوء خلطة المونة وزيادة البودره والجير وقلة الاسمنت.
- 2- الرشح من الداخل
- 3- نشع المياه الجوفية
- 4- هروب اللون بسبب اشعة الشمس الساخنة
- أمراض الدهانات
- التشطيبات

العيب: انتفاخ في طبقة الدهانات الزيت.
التغلب على ذلك: يحدث ذلك غالبا في المباني الجديدة وفي هذه الحالة يجب إعطاء مدة كافية للمبنى الجديد قبل دهنه بالزيت حتى تجف كمية الرطوبة الموجودة بالحوائط الجير يمتص الأملاح الموجودة.
•	التسييل
•	البخبخة
•	التبقيع
•	التزهير: وجود بعض فقاقيع جير مهزوز أو غير مطفى جيدا فتنفجر محدثة بثور.
•	التفتيت: بودرة 
•	بسبب الرطوبة العالية فيتحول إلى بودرة بيضاء فوق الوزرات من 1متر إلى 1.5 متر.
•	هروب اللون: تعرض البوية للشمس والضوء (يبدو فرق اللون عند رفع صورة أو مرايا على الحائط)
•	التقشير
•	الرشح: بسبب الرطوبة 
•	الزجاج ترجع أسباب تبقيع وتقتيم وكسر الزجاج:
1- الاتربة (الغبار)
2- الرطوبة
3- المطر
4- الثلج والانكماش الشديد
5- الحرارة والتمدد الشديد
6- الضغط الجوي (من أسباب كسر الزجاج) مثل القنابل والطائرات النفاثة.

### الكشف عن عيوب المباني
الكشف عن عيوب المباني سواء أكانت جديدة أو قديمة يماثل الكشف الطبي تماما على جسم الإنسان ويستلزم ممارسة طويلة لمهنة التصميم والتنفيذ المعماري والإنشائي والفني ولا يغني التصميم والتنفيذ احدهما عن الأخر إلا كما تغني الدراسة النظرية للطب عن الممارسة العملية أو العكس واستوجب ذلك تحديد مسؤوليات المشاركين في عملية البناء من مهندسين معماريين وإنشائيين ومقاولين وعمال وملاك. (زكي، أمراض المباني)

### نظام خبرة لتشخيص الشروخ في المباني الخرسانية
مؤتمر الهندسي السعودي السادس – جامعة الملك فهد للبترول والمعادن
يقوم النظام بتشخيص الشروخ الخرسانية التي تظهر علي الأعضاء الخرسانية في المبني والتي تشمل الأساسات والأعمدة والكمرات وبلاطات الأسقف. تشمل الشروخ التي يشخصها نظام الخبرة في الأساسات ستة أنواع من الشروخ الراسية والعشوائية، وفي الأعمدة ستة أنواع من الشروخ الرأسية والأفقية والعشوائية، وفي الكمرات ثمانية أنواع من الشروخ الراسية والأفقية والمائلة (القطرية)، وفي بلاطات الأسقف سبعه أنواع من الشروخ الطولية والعشوائية. يقوم بتشخيص عيوب المباني وطرق إصلاحها. وتنحصر تطبيقات النظام على الأنواع التالية من العيوب:
التشققات الخرسانية، تفكك أجزاء الخرسانة وسقوطها، تشققات أعمال الطوب، الرطوبة وتسرب الماء.
تعتمد طريقة عمل برنامج ESDCCB أساسًا على وجود تفاعل مشترك بين المستخدم والنظام والذي يقوم بنفس الدور الذي يقوم به الخبير في عملية تشخيص أسباب الشروخ. يبدأ النظام بإعطاء المستخدم مجموعة من الخيارات وهي عن نوع العضو الخرساني الذي تظهر علية الشروخ وعن التصنيف الرئيسي للشرخ (شروخ رأسية، أفقية، مائلة 00 الخ). وعن نوع الشرخ وأعراضه، ثم يقوم النظام باقتراح أسباب محتملة للشرخ بناء على اختيارات المستخدم. بعد ذلك يبدأ النظام في عملية التشخيص للشرخ بتوجيه أسئلة للمستخدم وفقا للإجابات التي يتلقاها منه إلى أن يتم تشخيص السبب ومن ثم بناء علية يقترح الإصلاح المناسب.

•Thermal Scanning
•	تقنيةَ استعمال الأشعة تحت الحمراءِ لاكتشاف الاختلافات الصغيرةِ جداً في درجةِ الحرارة. كُل مادة لَها توقيع حراري مميز وفريد. عندما يتعرض التركيب إلى رطوبة، حرارة، أَو برودة فان التوقيع الحراري يتغيرُ.
•	 بمساعدة آلةِ التصوير المدهشةِ هذه التي تمكننا من رؤية العديد مِنْ الأشياءِ التي ببساطة لَيستْ قابلة للكشفَ بواسطة العين المجرّدةِ.
•	 المناطق الباردة وراء الجدران، طوابق، أَو سقوف يُمْكِنُ أَنْ تُشيرَ إلى تكونِ الرطوبةِ، أَو قلة العزلِ وآلةِ التصوير تحت الحمراءِ تساعدنا في تشخيصُ هذه المشاكلِ بسهولة.
•	تيار دافئ ماسح يَكتشفَ زيَادَة تسخين الدوائرِ أيضاً بسهولة. في بَعْض الحالاتِ، تسرّبات سقفِ مستويةِ، أَو تسرب تحت، أَو وراء سباكة الأثاث.

### أثر أمراض المباني على الإنسان
مما يؤكد على أهمية دراسة تشوهات المباني ومعرفة أسبابها ما تسببه هذه الأمراض من أثر على الإنسان وهو ما يعرف حاليا بمتلازمة مرض المباني.(محمود،2003). تلوث الهواء الداخلي أي داخل المباني (المكاتب والمدارس) لا يقل خطورة عن تلوث الهواء الخارجي ويعتبر الأخطر لتأثيره المباشر في السكان والمتواجدين داخل المباني التي يوجد فيها هواء يحتوي على ملوثات بتركيز تفوق المسموح به.
على المستوى العالمي لم تسلط الأضواء على التلوث داخل المباني إلا في نهاية السبعينات من القرن الماضي عندما بدأت الشكوى تتزايد في بعض الدول المتقدمة من أعراض مرضية مختلفة تحدث داخل المباني المكيفة والمحكمة الإغلاق خصوصاً أن الإنسان يقضي أكثر من 80% من يومه في بيئات مغلقة. يتسبب ذلك في حدوث أمراض عديدة بالذات بين الأطفال والنساء ويطلق على الأعراض المرضية الناتجة أو ذات العلاقة بتلوث الهواء الداخلي أعراض متلازمة مرض المباني.
•	مسببات التلوث
إن الدراسات بينت ارتفاع تركيزات ملوثات مختلفة داخل المباني منها السجائر والغبار والمواد الكيميائية المنبعثة من السجاد الصناعي والدهانات إلى جانب الملوثات الأخرى منها مشتقات غاز الرادون المنبعثة من بعض مواد البناء (الحجارة والاسمنت والتربة والماء).
أن منظمة الصحة العالمية أشارت إلى أن كثيراً من المواد الميكروبيولوجية الملوثة للهواء توجد في الهواء الداخلي وتشمل فطريات العفن والفيروسات والبكتيريا وحبوب اللقاح والجراثيم ومشتقاتها. الفورمالدهيد وهو ينتج عن الأخشاب المصنعة والمطلية بالغراء والرغوات العازلة والرادون الذي ينتج عن الحجارة والاسمنت والتربة والماء والغبار الدقيق والمواد البكتيريولوجية ويرجع ذلك إلى سوء التهوية وتركيز الملوثات في حيز صغير
الدراسات التي أجريت في دول الخليج
الهيئة الاتحادية للبيئة في الإمارات أجرت دراسة شاملة عن نوعية الهواء الداخلي على مستوى الدولة بالتعاون مع السلطات البيئية المختصة للتعرف إلى أنواع وكميات ومصادر تلوث الهواء الداخلي للمباني السكنية وأماكن العمل لتقييم مدى جودة نوعية الهواء الداخلي في الدولة ومقارنته مع الدول الأخرى ووضع البرامج الكفيلة بتحسين جودتها إذا تطلب الأمر.
أخذت أكثر من 66 عينة من مكاتب بعض الوزارات والمدارس في دبي من خلال أجهزة محمولة تقيس غازات أول أكسيد الكربون وثاني أكسيد الكربون وثاني أكسيد النيتروجين والمركبات العضوية المتطايرة ونسبة الرطوبة ودرجة الحرارة الداخلية. وتم مقارنة نتائج القرارات بعد تحليلها بالموقع الذي أخذت منه العينات وبعد أو قرب الموقع من الشوارع الرئيسية والفرعية ووجود أي أنشطة تنموية في تلك المنطقة وحالة المبنى ونوع استخدامه ومساحة مكان العمل ونوع الأثاث المستخدم فيه ونوع التكييف وكذلك الوقود المستخدم في المطبخ إذ يعتبر ذلك أمراً مهماً في ارتفاع وانخفاض تركيز الملوثات ودرجات الحرارة الداخلية ونسبة الرطوبة

## دراسات أخرى
أظهرت دراسة أجريت في أمريكا أن 24% من إجمالي 600 عامل في المكاتب اشتكوا من مشاكل من نوعية الهواء في بيئة عملهم. وفي دراسة مماثلة في الدنمارك أجريت على 3757 عاملاً في المكاتب وجد أن 36% منهم اشتكوا من صداع وإجهاد غير طبيعي له علاقة بالمناخ الداخلي. وفي دراسة أجريت في بريطانيا على 4373 عاملاً في المكاتب في 46 مبنى وجد أن 29% من العمال اشتكوا من خمسة أعراض من أعراض متلازمة مرض المباني.

### أعراض متلازمة مرض المباني
متلازمة العمارة المريضة وهو عبارة عن ظهور أعراض مرضية على الشخص، عند دخوله المبنى (المكتب أو المنزل)، ثم تَتحسّنُ الأعراضُ بسرعة بعد تَرْك البنايةِ. وتظهر هذه الأعراض بعد دقائق من دخول المبنى، وقد تستمر لعدة ساعات، أو أيام بعد مغادرة الإنسان مكتبه أو منزله، فيما تنتشر هذه الظاهرة في المباني التي يكون فيها تدوير مركزي للهواء، خاصة إذا كانت نسبة التبادل مع الهواء الخارجي ضعيفة.
الصداع، الدوخة، الإغماء، الأرق المصاحب للنوم، الالتهاب الأنفي، الاحتقان الأنفي المزمن، الطفح الجلدي.

### الفئات الأكثر تضررا
أعراض متلازمة مرض المباني ترتفع بين النساء مقارنة بالرجال. كما أنها أكثر ارتفاعاً بين القائمين بالأعمال الإدارية والسكرتارية مقارنة بالمديرين والفنيين.

### تأثير المرض على العمل
أعراض متلازمة مرض المباني تؤدي إلى:
•	 زيادة في أيام غياب العاملين 
•	وانخفاض كفاءة العمل

### الوقاية والتدابير الواجب اتخاذها
فتح النوافذ أَو الأبواب الافتتاحية لتَحسين التيار الهوائي.
•تغيير درجة الحرارة داخل المكاتب والمنازل.
•تَقليل استعمال المنظّفاتِ المُعَطَّرةِ ومعطّراتِ الهواء.
•استخدام فلاتر لتنقية الهواء.
•وضع برامج لتوعية بأهمية المحافظة على نوعية الهواء الداخلي.

#### النباتات المنزلية ودورها في تنقية الهواء
قائمة ناسا لأفضل النباتات المنزلية لتنقية الهواء هو تقرير وقائمة وضعتها وكالة الفضاء الأمريكية ناسا (NASA)

 بعد دراسة وأبحاث مستفيضة أجرتها الوكالة في تحديد بعض أنواع النباتات المنزلية التي يمكنها أن تساعد الإنسان في الحصول على هواء صحي ونقي بشكل أكثر فاعلية.
ومن هنا تبرز أهمية القائمة ودورها الإرشادي لأهم النباتات المنزلية ودورها في الرفع من جودة الهواء الداخلي، حيث تساعد هذه النباتات في تنقية الهواء من العديد من أنواع الملوثات السمية كمواد البنزين
```
وفورمالدهيد
 
وزيلين
 
وتولوين
[
5
]
 
والأمونياك
[
5
]
 وغيرها، وبالتالي تجنب الضرر الذي يمكن أن تلحقه 
بكائن حي
.
```

## البيئة الداخلية وصحة الإنسان
•	وإذا كان فمن المؤكد وجود علاقة، الإنسان في عصرنا الحالي يعيش أكثر من 80 % من وقته في بيئة داخلية وارتباط بين جودة هذه البيئة من جانب وصحة الإنسان وسلامته من جانب آخر.
•	 وفي هذا الإطار تشير العديد من الدراسات إلى وجود حقيقي لمشاكل صحية تواجه الإنسان بسبب رداءة البيئة الداخلية في المباني، وفي هذا الإطار تذكر منظمة الصحة العالمية بان 30 % من المباني في العالم هي مباني مريضة واليها يعود السبب في إصابة ساكنيها بالكثير من الأمراض.((Holdsworth
•	وهناك دراسات في الولايات المتحدة الأمريكية تقدر ما يصرف على علاج أمراض المباني بما يفوق الثلاثين مليار دولار ويصل هذا الرقم إلى مائة مليار إذا أضفنا إليه التكلفة الغير مباشرة.(Fisk, 1997(
•	أما عن الأسباب المؤدية لتلوث البيئة الداخلية للمباني فهي كثيرة ولكن أكثرها مصادر داخلية مباشرة.(Fisk, 1997)
•	ومن أهمها استخدام مواد بناء لها انبعاثات ضارة مع عدم الالتفات إلى أهمية التهوية المنتظمة باعتبار أن المبنى الذي لا يتنفس بانتظام يكن عرضة لتراكم هذه الانبعاثات الضارة والملوثة للبيئة الداخلية.

## الاستنتاجات
فيما يلي وصف للاضرار الشائعة في المباني وطرق علاجها:

### الكتب باللغة العربية
1.	د.أبودية، أيوب عيسى، الرطوبة والعفن في الأبنية، الطبعة الأولى، الأردن، 1991.
2.	حواس، زكي، أمراض المباني: كشفها وعلاجها والوقاية منها، الطبعة الأولى 1990.
3.	د.أبودية، أيوب عيسى، حورات في الرطوبة والعفن، الطبعة الأولى، الأردن، دار ورد، 2005.
4.	د.أبودية، أيوب عيسى، عيوب الأبنية، الطبعة الثانية، ألأردن، 2002.
5.	م.سعيد حامد، مجلة مهندسون مصريون، 1999.
6.	بسام محمد مصطفى. دراسة تأثير المحيط التخطيطي والعمراني على التداعيات الأثرية وطرق ترميمها وصيانتها. رسالة 2000م ص 24)
7.	هزار عمران، جورج دبوره. المباني الأثرية (ترميمها – صيانتها – الحفاظ عليها) منشورات وزارة الثقافة سوريا – دمشق. 1997 م ص 71، 167.
8.	عبد المعز شاهين. ترميم وصيانة المباني الأثرية والتاريخية، ص 177.
9.	محمد أحمد عوض. ترميم المنشات الأثرية. دار النهضة الشرق 2002 م ص 130، 131.
10. أ.د/ محمود شبل، صحة المهنية الكويت، 2002.
11. د. أبودية، أيوب عيسى، دليل الأسرة في ترشيد الطاقة، وزارة الثقافة الأردنية ،2008.

### الكتب باللغة الإنجليزية
1.	The Technology of Building Defects by John Hinks & Geoff Cook. 
2.	Thermal and Moisture protection Manual For Architects, Engineers, and contractors by Christine Beall.
3.	Building Failures: Diagnosis and Avoidance by William H. Ransom- second edition.
4.	Building Pathology by David Watt - second edition.
5.	Environmental Deterioration of Materials by A.Moncmanova.
6.	Control of The External Environment of Buildings by Bill B.P.LIM.
7.	Defects and Deterioration in Buildings by Barry A.Richardson- second edition.